# Shannon Bahrke
Shannon Bahrke (Reno, 7 de noviembre de 1980) es una deportista estadounidense que compitió en esquí acrobático, especialista en las pruebas de baches.
Participó en tres Juegos Olímpicos de Invierno, entre los años 2002 y 2010, obteniendo en total dos medallas, plata en Salt Lake City 2002 y bronce en Vancouver 2010, ambas en la prueba de baches.
Ganó dos medallas en el Campeonato Mundial de Esquí Acrobático, plata en 2007 y bronce en 2003.

## Medallero internacional
| Juegos Olímpicos   | Juegos Olímpicos                | Juegos Olímpicos  | Juegos Olímpicos   |
| Año                | Lugar                           | Medalla           | Competición        |
| ------------------ | ------------------------------- | ----------------- | ------------------ |
| 2002               | Salt Lake City (Estados Unidos) | Medalla de plata  | Baches             |
| 2010               | Vancouver (Canadá)              | Medalla de bronce | Baches             |
| Campeonato Mundial |                                 |                   |                    |
| Año                | Lugar                           | Medalla           | Competición        |
| 2003               | Deer Valley (Estados Unidos)    | Medalla de bronce | Baches en paralelo |
| 2007               | Madonna di Campiglio (Italia)   | Medalla de plata  | Baches en paralelo |